# Gastrodieae
De Gastrodieae vormen een tribus (geslachtengroep) van de Epidendroideae, een onderfamilie van de orchideeënfamilie (Orchidaceae).
De Gastrodieae worden bij de primitieve Epidendroideae gerekend. Het zijn alle achlorofiele orchideeën (epiparasieten). Het gynostemium van deze planten is meer dan half zo lang als de petalen of kroonbladeren en gevleugeld.

## Taxonomie
Net als bij enkele andere Epidendroideae-groepen is de indeling van de Gastrodieae de laatste tijd aan veranderingen onderhevig geweest. Tegenover de indeling van Dressler (1986, 1993), staat die gebaseerd op recent DNA-onderzoek waar gestreefd wordt naar monofyletische groepen. De subtribi Epipogiinae en Nerviliinae zijn verplaatst naar de tribus Nervilieae, en de Wullschlaegeliinae zijn opgenomen in de Calypsoeae.
- Subtribus: Gastrodiinae
  - Geslachten:
    - Auxopus
    - Didymoplexiella
    - Didymoplexis
    - Gastrodia
    - Neoclemensia
    - Uleiorchis

 'Lagere' Epidendroideae 

Tribus: Gastrodieae · Neottieae · Nervilieae · Sobralieae · Triphoreae · Tropidieae · Xerorchideae

 'Hogere' Epidendroideae 

Tribus: Arethuseae · Calypsoeae · Cymbidieae · Dendrobieae · Epidendreae · Malaxideae · Podochileae · Vandeae 

Subtribus Gastrodiinae

Geslachten: Auxopus · Didymoplexiella · Didymoplexis · Gastrodia · Neoclemensia · Uleiorchis